# Johann Christian Sachs

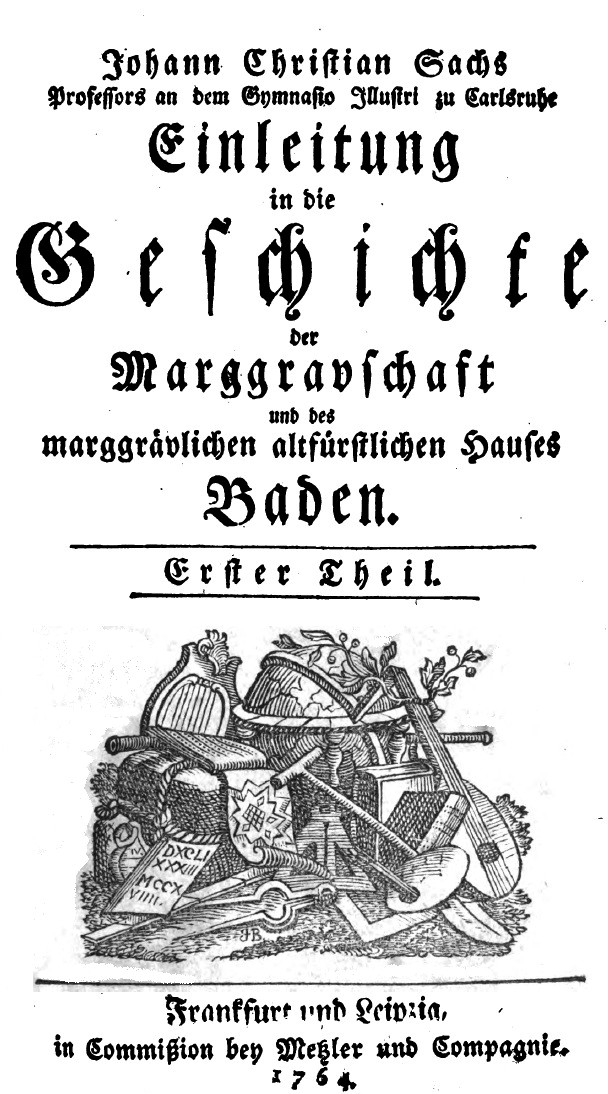
Titel des Hauptwerkes von J. Chr. Sachs

Johann Christian Sachs (* 7. September 1720 in Karlsruhe; † 29. Juni 1789 in Karlsruhe) war Gymnasialrektor am gymnasium illustre in Karlsruhe und evangelischer Kirchenrat in der Markgrafschaft Baden. Sachs ist auch bekannt als Historiker des Hauses Baden – insbesondere für seine deutsche Version von Schöpflins Historia Zaringo-Badensis.

## Leben
Sachs wurde als Sohn eines markgräflichen Beamten geboren. Bereits mit 16 Jahren immatrikulierte er sich an der Universität Halle.
1744 wurde er Professor für Geschichte und Poesie am Gymnasium illustre in Karlsruhe, wo er bereits zuvor als Lehrer tätig war. 1764 wurde er dann Rektor dieser Schule und 1766 dann auch Kirchenrat.
Bereits 1754 – bevor Schöpflin vom Markgrafen den Auftrag für eine Geschichte des Hauses Baden erhalten hatte – begann Sachs am gymnasium illustre Vorträge zum Ursprung des Hauses Baden und zum Leben einzelner Markgrafen vom 12. bis 16. Jahrhundert herauszugeben. 1764 bis 1773 veröffentlichte er sein Werk Einleitung in die Geschichte der Marggravschaft und des marggrävlichen altfürstlichen Hauses Baden in fünf Bänden, das sich an die Systematik von Schöpflins Historia Zaringo-Badensis hält und in Teilen eine Übersetzung dieses lateinischen Werkes darstellt, das um eigene Anmerkungen ergänzt wurde. Das Projekt wurde von Schöpflin gebilligt. Sachs stützt sich auch auf Vorarbeiten von Johannes Gamans, Johann Friedrich Jüngler, Gabriel Förster, Karl Friedrich Drollinger, Friedrich Theobald Sahler und Jakob Friedrich Herbster.
In der Beamtenschaft des aufgeklärten Fürstenhauses spielte Sachs eine eher konservative Rolle. So verlangte er als geistlicher Kirchenrat zusammen mit seinen beiden Kollegen 1766 eine Änderung des Abstimmungsmodus im Kirchenrat, da ihm der Einfluss seiner weltlichen Kollegen im Kirchenrat zu weit ging. Er forderte auch, dass der Kirchenrat die Zensur über philosophische Werke ausüben solle. Beides wurde jedoch von Markgraf Karl Friedrich abgelehnt. In der Diskussion über die Todesstrafe gehörte Sachs 1779 zu den Befürwortern.

## Werk
- Einleitung in die Geschichte der Marggravschaft und des marggrävlichen altfürstlichen Hauses Baden.
  - Erster Theil, Frankfurt und Leipzig 1764 in der Google-Buchsuche und (vollständig) bei: Münchener Digitalisierungszentrum
  - Zweyter Theil, Carlsruhe 1767 in der Google-Buchsuche
  - Dritter Theil, Carlsruhe 1769 in der Google-Buchsuche
  - Vierter Theil, Carlsruhe 1770 in der Google-Buchsuche
  - Fünfter Theil, Carlsruhe 1773 in der Google-Buchsuche
- Auszug aus der Geschichte der Marggravschaft und des Marggrävlichen altfürstlichen Hauses Baden, Carlsruhe 1776 in der Google-Buchsuche
- Beiträge zur Geschichte des Hochfürstlichen Gymnasii zu Carlsruhe. Bey der feyerlichen Erinnerung der vor 200 Jahren geschehenen Stiftung desselben und seinem eigenen Amtsjubiläum von Johann Christian Sachs, Kirchenrath und des Gymnasii Rector. Durlach 1787.
- Johann Christian Sachs, Johann Paul Commerell: Ad Orationem Latinam De Mysterio Trinitatis: a Viro Svmme Venerando Ac Doctissimo Pavlo Commerellio … D. III. Ian. A. MDCCLXVI. In Avditorio Pvblico Illvstris Gymnasii. Macklot, 1766.
- Zu der unvermutheten und höchsterfreulichen Geburt der Durchleuchtigsten Prinzessin Louisa Carolina sollte dem … Landesvater und der … Landesmutter im Namen des Hochfürstlichen Gymnasii illustris unterthänigst Glück wünschen. (online bei der Badischen Landesbibliothek)
- Orationes in memoriam viri dvm [dum] viveret maxime venerandi ac doctissimi Iacobi Fridrici Maleri sereniss. March. Bada-Dvrlacensi a consiliis ecclesiasticis gymnasii rectoris &c &c; die XXXI. mensis maii MDCCLXV eivs emortvali anniversario in pvblico avditorio hora II. pom. habendas mvsarvm patronos atque amicos et Ioannes Christianvs Sachs. (online bei der Badischen Landesbibliothek)
- Weyrauch der Ehrfurcht und des Gebets vor das theuerste Leben Des Durchleuchtigsten Fürsten und Herrn, Herrn Karl Ludwigs, Marggraven zu Baden und Hachberg, u.s.w. unsers gnädigsten Herrn Erbprinzens, wird an Dero eilfsten Geburtstage in einer lateinischen Rede vor Gott gebracht werden : durch Johann Fridrich Stein. Eingeladen von Johann Christian Sachs. (online bei der Badischen Landesbibliothek)
- Vota illustris Gymnasii pro serenissimi principis haereditarii Caroli Ludovici vita. 1767.
- Auszug aus der Geschichte der Marggravschaft und des Marggrävlichen altfürstlichen Hauses Baden. Karlsruhe 1776.
- Von Marggrav Hermann V. von Baden, und dessen Kindern, wie auch dessen Bruder Rudolf I. M. z. B. Karlsruhe 1765.
- Kurze Beantwortung der Frage: Ob des Marggraven Hermanns des Vierten von Baden Gemahlin Irmengard Herzog Heinrich des Schönen oder Langen älteste Prinzessin gewesen sey? Karlsruhe 1765.
- Von dem Leben Margrav Hermann des III. von Baden und dessen Kindern. Karlsruhe 1759.
- Einige Lebensumstände Carls des Ersten, Marggravens zu Baden. Karlsruhe 1758.
- Die vornehmste Lebensumstände Jacobs des Ersten, Marggraven zu Baden … und dessen Kinder. Karlsruhe 1757.
- Zu einer Abschieds-Rede, welche … in dem Gymnasio illustri soll gehalten werden, ladet … ein und handelt zugleich kürzlich von dem Ursprung des Hochfürstlichen Hauses Baden. Karlsruhe 1754.
- Von dem Ursprunge des Hochfürstlichen Hauses Baden. In: Carlsruher nützliche Sammlungen vol. 1 1759, S. 161–181.